# Xanthacrona
Xanthacrona är ett släkte av tvåvingar. Xanthacrona ingår i familjen fläckflugor.
Kladogram enligt Catalogue of Life:
| Xanthacrona | \| \| Xanthacrona bipustulata \| \| \| \| \| \| Xanthacrona phyllochaeta \| \| \| \| \| \| Xanthacrona tripustulata \| \| \| \| \| \| Xanthacrona tuberosa \| \| \| \| \| \| Xanthacrona ypsilon \| \| \| \| |
|             | \| \| Xanthacrona bipustulata \| \| \| \| \| \| Xanthacrona phyllochaeta \| \| \| \| \| \| Xanthacrona tripustulata \| \| \| \| \| \| Xanthacrona tuberosa \| \| \| \| \| \| Xanthacrona ypsilon \| \| \| \| |
|             | Xanthacrona bipustulata |
|             | |
|             | Xanthacrona phyllochaeta |
|             | |
|             | Xanthacrona tripustulata |
|             | |
|             | Xanthacrona tuberosa |
|             | |
|             | Xanthacrona ypsilon |
|             | |